# 東京女学館中学校・高等学校
東京女学館中学校・高等学校（とうきょうじょがっかんちゅうがっこう・こうとうがっこう）は、東京都渋谷区広尾三丁目にある私立女子中学校・高等学校。
略称は「女学館」、「TJK」。

## 概要
東京女学館は1888年、「諸外国の人々と対等に交際できる国際性を備えた、知性豊かな気品ある女性の育成」を図る学校として、女子教育奨励会を母体に開校した。以後、同校は高等女学校に準ずる初・中等教育機関として組織を拡大していった。
｢女子教育奨励会創立委員会」は、1886年（明治19年）、当時あまり顧みられていなかった女子中等教育の必要性を痛感した内閣総理大臣伊藤博文が創立委員長となり、当時の政・財・官界の有力者が創立委員となり構成された。渋沢栄一（実業家）、岩崎彌之助（実業家）、外山正一（東京帝国大学総長）、ジェームズ・ディクソン（東京帝国大学英語教授）、アレキサンダー・ショー（聖公会司教）らをはじめとする多方面の人材が集まっている。
渋谷羽沢（現在の広尾）に移転したのは関東大震災後の1923年（大正12年）のことである。
「高い品性を備え、人と社会に貢献する女性の育成｣を教育目標に掲げて、中高一貫教育を実施している。
2004年度より、国際教育を重視する「国際学級」を中学・高校に新設し、一般学級とは区分されている。各学年A組からE組が一般学級、F組が国際学級である。国際学級は外国の大学に進学するのに必要な英語能力を身に付けることが目的とされており、高校2年次の文理選択の際に文系に進むことが義務付けられる。国際学級に入学後、理系の進路を望む場合は、一定の評定平均を満たすことを条件に、高校から異動が認められる。現在は、英語以外のカリキュラムの違いはさほどない。

## 沿革
- 1886年 - 女子教育奨励会創立委員会が創立
- 1887年 - 「女子教育奨励会」発足、北白川宮能久親王が会長に就任
- 1888年 - 永田町御用邸の雲州屋敷にて東京女学館が設立・開校
- 1890年 - 旧工部大学校生徒館を借用し、移転
- 1900年 - 高等女学校令に準拠し、普通科（5年制）と高等科（2年制）の2科制に改組
- 1923年 - 関東大震災により校舎を焼失し、渋谷羽沢の仮校舎へ移転
- 1929年 - 文部大臣により、卒業生は一般の高等女学校卒業者と同等の学力を有する者と認定され、専門学校入学資格に関して無試験検定扱いとなる
- 1930年 - 制服を制定
- 1936年 - 普通科を中等科と改称
- 1943年 - 校章・校旗の制定
- 1947年 - 学制改革により、新制の東京女学館中学校を設置
- 1948年 - 学制改革により、新制の東京女学館高等学校を設置
- 1951年 - 財団法人から学校法人へ改組
- 1954年 - 高等学校に専攻科を設置
- 1956年 - 東京女学館短期大学開学により、専攻科廃止
- 1998年 - 新校舎全館落成
- 2004年 - 中学校・高等学校に国際学級設置
- 2007年 - 週6日制を導入[3]。
- 2012年 - 高等学校の生徒募集を停止、完全中高一貫校化[4]

## 制服

### 制定の経緯
1930年（昭和5年）の制定以降、東京女学館中・高の制服の最大の特徴は、年間を通じて白色のセーラー服と紺色のスカートに、青色の絹製リボンの組み合わせを着用することにある。
これは、東京女学館に在職したイギリス人教師のドロセア・E・トロットの「イギリスでは高貴な人は白を着る」という言葉に強く影響を受け、イギリスの上流階級の子女が着ていた衣服をもとにデザインされたものである。昔から非常に人気が高く、｢渋谷の白鳥｣と呼ばれることがある。なお、セーラー服が制定される以前は着物に袴が着られていたようである。

### 規定
中高共通のセーラー服である。胸には学年章と校章、名札を付けることが決められている。靴下はワンポイントなしの白いもの、靴は黒である。カバンも指定されている。サブバッグは紺のナイロン。キーホルダーは1つのみつけてもよいが、生徒手帳より大きくてはいけない。その他、体育着も規定がある。

### 詳細
- 冬服 - 濃紺色の襟・クリームホワイト地の長袖のセーラー服。カフス付き。
- 中間服 - 濃紺色の襟・白地の長袖のセーラー服。カフス付き。
- 夏服 - 濃紺色の襟・白地の半袖のセーラー服。カフスなし。
- リボン - 青い絹製リボン（パータイ）。夏冬とも同一のリボンを手結びして着用する。
- スカート - 濃紺色のプリーツスカート（前ひだ）。
- セーター - 指定されたセーター（白か紺）を着用。
- コート - 指定されたピーコート（森英恵デザイン）を着用。
- カバン - 校章入りの濃緑青色の革カバンが制定されている。デザインは一般的な学生カバンとは異なる。肩掛けできない。2014年より強度が高められた。

※　色彩の点でリボンが青色であること、冬服が一般的な紺色ではなくクリームホワイトであることが特徴である。

## 交通
- 東京メトロ日比谷線 広尾駅 徒歩12分
- JR・東急・東京メトロ・京王井の頭線 渋谷駅より都営バス学03で「東京女学館」下車
- JR・東京メトロ 恵比寿駅より都営バス学06で「東京女学館」下車

## 著名な出身者（関係者を含む）

### 旧皇族
- 東伏見宮妃周子 - 公爵岩倉具定長女、1898年（明治31年）に東伏見宮依仁親王と結婚

### 文化人・学者・実業家
- 尾崎左永子 - 歌人、随筆家、放送作家
- 川本裕子 - 元早稲田大学大学院経営管理研究科教授、第27代人事院総裁 ※小学校、中学校のみ
- 根本香絵 - 物理学者、国立情報学研究所教授
- 花沢菊香 - 実業家、投資家
- 宮田鈴子 -  テレビ東京ホールディングス専務取締役
- 河原れん - 作家、脚本家
- 山田あかね - 脚本家
- 滝田愛美 - 小説家
- 小林和子 - 作詞家

### 女優・タレント・モデル・歌手
- 牧紀子 - 女優
- 夏目雅子 - 女優
- 前田真里 - 女優
- 宮本裕子 - 女優
- 高咲里音 - 女優
- 二階堂有希子 - 女優
- 藤貴子 - 女優
- 松宮なつ - 女優
- 笹るみ子 - 元女優
- 小林夕岐子 - 元女優
- 高木希世子 - タレント
- 中山真見 - 読者モデル
- ミオ - モデル
- 三浦環 - オペラ歌手
- 郡愛子 - オペラ歌手
- SILVA - 歌手
- 濱田美和子 - シンガーソングライター
- 松崎ナオ - シンガーソングライター
- ゆりえ - シンガーソングライター
- 野崎美波 - 作曲家・編曲家・ピアニスト
- 久世星佳 - 元宝塚歌劇団月組トップスター
- 愛未サラ - 元宝塚歌劇団宙組娘役
- 透真かずき - 宝塚歌劇団雪組男役

### アナウンサー
- 南美希子 - フリーアナウンサー・タレント、元テレビ朝日アナウンサー
- 寺田理恵子 - 元フジテレビジョンアナウンサー
- 田中玲美 - GyaO専属アナウンサー
- 淵上詩乃 - 元群馬テレビアナウンサー
- 松井くらら - 元福岡放送アナウンサー
- 小野塚愛美 -  元北陸放送・南海放送アナウンサー
- 鈴木唯 - フジテレビジョンアナウンサー
- 牧村一穂 - 静岡エフエム放送アナウンサー

### 中退者
- 加藤百合子 - 中学校中退⇒公立中学校へ転入
- 渡辺みどり - 高校中退⇒都立高校へ転入
- 山口いづみ - 高校中退
- 浅田美代子 - 高校中退
- 久我直子 - 高校中退
- あびる優 - 中学校中退⇒堀越学園へ転入

※なお、在学中の芸能活動は一切認められていない。